# Đa giác đơn
Đa giác đơn là đa giác mà:

Mê cung, hình dạng tiêu biểu của đa giác đơn

- Mỗi đỉnh chỉ là điểm chung của 2 cạnh
- 2 cạnh bất kỳ hoặc không cắt nhau, hoặc cắt nhau tại đỉnh

Hình dạng tiêu biểu của đa giác đơn chính là các mê cung.

## Một sốđịnh lýnổi tiếng
Định lý Jordan về đa giác đơn